# Brozas (ort)
Brozas är en ort i Spanien.   Den ligger i provinsen Provincia de Cáceres och regionen Extremadura, i den västra delen av landet, 280 km väster om huvudstaden Madrid. Brozas ligger 409 meter över havet och antalet invånare är 2 100.
Terrängen runt Brozas är huvudsakligen platt. Brozas ligger uppe på en höjd. Runt Brozas är det mycket glesbefolkat, med 5 invånare per kvadratkilometer. Brozas är det största samhället i trakten. Trakten runt Brozas består till största delen av jordbruksmark.